# B-Side Ourselves
B-Side Ourselves es un EP (extended play) de Skid Row realizado por la discográfica Atlantic Records y publicado en formato de vinilo, casete y disco compacto en 1992.
Este disco enlista cinco canciones de las bandas Ramones, Kiss, Judas Priest, Rush y Jimi Hendrix Experience. Cada uno de los integrantes de la banda eligieron una canción para incluirla en este material discográfico.
En 1993, B-Side Ourselves se ubicó en el 58.º puesto de la lista Billboard 200 en los Estados Unidos.  Además, la Asociación de la Industria Discográfica de Estados Unidos (RIAA por sus siglas en inglés) certificó con disco de oro a este disco por más de 500 000 copias en este país.

## Lista de canciones
| Side one |                                                                                             |                                           |          |  |
| N.º      | Título                                                                                      | Escritor(es)                              | Duración |  |
| 1.       | «Psycho Therapy» (versión de Ramones, aparición de Taime Downe)                             | Johnny Ramone / Dee Dee Ramone            | 2:31     |  |
| 2.       | «C'mon and Love Me» (versión de Kiss)                                                       | Paul Stanley                              | 3:23     |  |
| 3.       | «Delivering the Goods» (versión de Judas Priest en vivo, aparición especial de Rob Halford) | Rob Halford / K.K. Downing / Glenn Tipton | 4:54     |  |
| 4.       | «What You're Doing» (versión de Rush)                                                       | Geddy Lee / Alex Lifeson                  | 4:26     |  |
| 5.       | «Little Wing» (versión de Jimi Hendrix Experience)                                          | Jimi Hendrix                              | 3:19     |  |

## Miembros

### Skid Row
- Sebastian Bach – voz principal
- Scotti Hill – guitarra
- Dave «The Snake» Sabo – guitarra y coros
- Rachel Bolan – bajo y coros
- Rob Affuso – batería y percusiones

### Músicos invitados
- Taime Downe — voz principal (en el tema «Psycho Therapy»)
- Rob Halford — voz principal (en el tema «Delivering the Goods»)

## Certificaciones
| País           | Asociación | Certificación | Copias vendidas |
| -------------- | ---------- | ------------- | --------------- |
| Estados Unidos | RIAA       | Disco de oro  | + 500 000       |

## Listas
| Año  | País           | Lista             | Posición máxima |
| ---- | -------------- | ----------------- | --------------- |
| 1992 | Estados Unidos | Billboard 200     | 58.º            |
| 1992 | Japón          | Oricon            | 15.º            |
| 1992 | Suecia         | Sverigetopplistan | 48.º            |